# Cuevo

Cuevo är en stad och kommun i provinsen Cordillera i departementet Santa Cruz i Bolivia. Staden ligger i Anderna, 1 068 meter över havet. Cuevo är ett territoriellt prelat inom den katolska kyrkan.